# L'Écrin de l'ombre
Pour plus de détails, voir Fiche technique et Distribution.
L'Écrin de l'ombre (The Shadow Box) est un téléfilm américain réalisé par Paul Newman, diffusé en 1980.
Il s'agit d'une adaptation de la pièce de Michael Cristofer.

## Fiche technique
- Titre : The Shadow Box
- Réalisation : Paul Newman
- Scénario : Michael Cristofer d'après sa pièce The Shadow Box
- Production : Jill Marti et Susan Kendall Newman
- Musique : Henry Mancini
- Photographie : Adam Holender
- Montage : Allan Jacobs
- Pays d'origine : États-Unis
- Format : Couleurs - 1,33:1 - Mono
- Genre : Drame
- Durée : 96 minutes
- Date de diffusion : 28 décembre 1980

## Distribution
- Joanne Woodward : Beverly
- Christopher Plummer : Brian
- Valerie Harper : Maggie
- James Broderick : Joe
- Sylvia Sidney : Felicity
- Melinda Dillon : Agnes

## Distinctions
- Golden Globes 1981 : Golden Globe du meilleur téléfilm